# Shulamit Reinharz

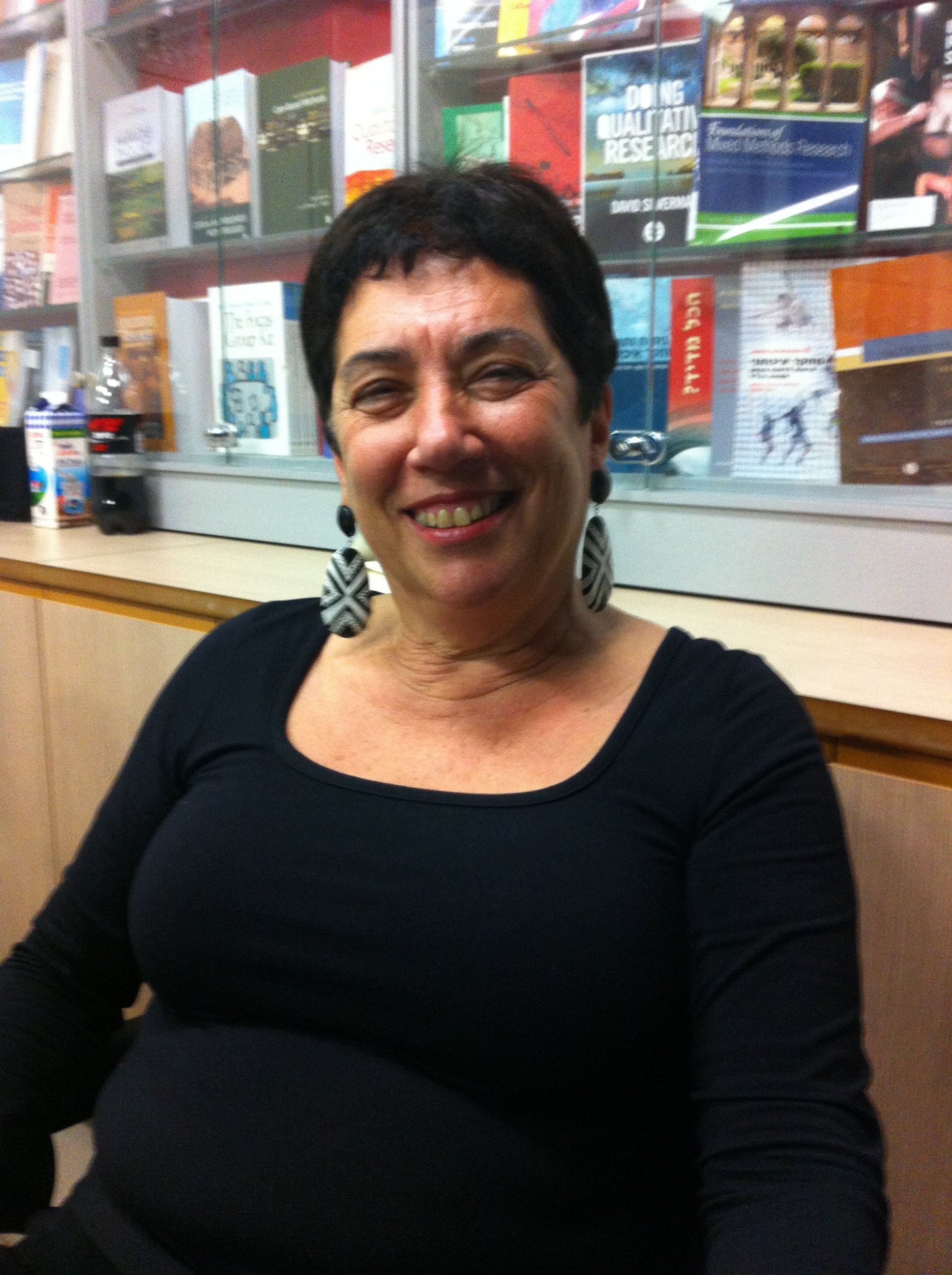
Shulamit Reinharz

Shulamit Reinharz (geb. Rothschildt) (* 17. Juni 1946 in Amsterdam) ist eine aus den Niederlanden stammende US-amerikanische Soziologin. Sie ist Jacob-Potofsky-Professorin für Soziologie sowie Gründerin und Leiterin von drei Einrichtungen an der Brandeis University, dem Hadassah-Brandeis Institute, dem  Women’s Studies Research Center und der Kniznick Gallery for Feminist Art.
Die Tochter von Max und Ilse  Rothschildt zog mit ihren Eltern und Geschwistern 1951 von Amsterdam nach New Jersey, 1967 heiratete sie den 
Historiker Jehuda Reinharz. Im selben Jahr machte sie ihr Bachelor-Examen am Barnard College. Der Master-Abschluss (Soziologie) erfolgte 1969 an der Brandeis-University, wo sie 1977 zur Ph.D. promoviert wurde und seither als Hochschullehrerin tätig ist. Einer ihrer Forschungsschwerpunkte ist: Jewish women’s studies (international). 
Reinharz ist seit 2015 Vorsitzende des Institute for the Study of the Kibbutz and the Collective Idea der israelischen Universität Haifa. Ebenfalls 2015 wurde sie Ehrendoktorin des Hebrew College in Newton, Massachusetts.
Ihr Ehemann ist der Historiker Jehuda Reinharz. Gemeinsam haben sie zwei Kinder.

## Schriften (Auswahl)
- Observing the observer. Understanding our selves in field research. Oxford University Press, New York 2010, ISBN 978-0-19539-780-2.
- Mit Penina Adelman und Ali Feldman: The Jgirl’s guide. The young Jewish woman’s handbook for coming of age. Jewish Lights Publishing, Woodstock 2005, ISBN 1580232159.
- Marginality, Motherhood, and Method. Paths to a Social Science Career and Community, in: Ann Goetting, Sarah Fenstermaker (Hrsg.): Individual voices, collective visions : fifty years of women in sociology. Philadelphia : Temple University Press, 1995, S. 285–302
- Feminist methods in social research. Oxford University Press, New York 1992, ISBN 0195073851.
- On becoming a social scientist. From survey research and participant observation to experiential analysis. 2. Auflage, Transaction Books, New Brunswick 1984, ISBN 087855968X (1. Auflage, Jossey-Bass Publishers, San Francisco 1979, ISBN 087589416X).